# مایک میلر
مایک میلر (انگلیسی: Mike Miller؛ زادهٔ ۱۸ مهٔ ۱۹۶۸) سیاست‌مدار اهل ایالات متحده آمریکا و از اعضای مجلس نمایندگان فلوریدا است.